# Мајари (Арда)
Мајари (једнина Маја) су божанска бића из универзума који је измислио Џ. Р. Р. Толкин. Њихово порекло и природа објашњени су у постхумно објављеном Толкиновом делу, „Силмарилиону“. Мајаре је створио Илуватар, врховно божанство света. Они су били исте природе као Валари, али нижег ранга од њих. Зато су им били слуге и помоћници. Заједно са Валарима су дошли да живе у Арди (Земљи). Ретко су се појављивали у Средњој земљи, те се њихов број није знао, а само неки су именовани. Мајари су имали своје моћи, слабије од Валара. Обично су били уско повезани са једним од њих.

## Најзначајнији Мајари

### Илмаре
Илмаре је била помоћница врховне господарице Валара, Варде.

### Еонве
Еонве је био барјактар врховног Вале, Манвеа. Његова вештина са оружјем била је ненадмашна у Арди.

### Осе
Осе је био слуга Улмоа, Вале који је господарио морима. Осе је управљао морима који су запљускивали обале Средње земље и није ишао у дубину. Имао је дивљу нарав и волео је олује. Неко време је био вазал Мелкора, првог Мрачног господара и непријатеља Валара, али га је његова супруга Уинен вратила на Улмоову страну.
Осе је био пријатељ Телера, расе Вилењака који су живели близу обала. Научио их је морепловству и они су га врло поштовали. Када су Нолдори побегли у Средњу земљу, Валари су им забранили да се Врате у Валинор. Због тога је Осе потопио неке бродове који су то касније покушали. Осе је био заслужан за стварање острва Нуменор, јер га је подигао из дубина мора.

### Уинен
Уинен је била Осеова супруга. Њена коса је била расута по свим водама на земљи, а посебно је волела морска створења. Могла је да обузда Осеов гнев и смири таласе. Такође је била пријатељ Телера.

### Салмар
Салмар је такође био потчињен Улмоу. Направио му је бојне рогове.

### Мелијана
Мелијана је била Маја која је служила Валарке Вану и Есту. Поседовала је изузетну мудрост и лепоту. Живела је у Лоријену, а касније је прешла у Средњу земљу, где је упознала вођу Вилењака Тингола. Њих двоје су се касније венчали, што је био једини спој Маје и Вилењака или Људи. Њихова ћерка, Лутијена Тинувијела, се удала за Човека Берена, тако да је Мелијанина мајарска крв текла и кроз Људе и кроз Вилењаке.
Мелијана је заједно са Тинголом основала краљевство Вилењака Доријат и својом магијом штитила његове границе. Она је била помоћник и саветник и Људима и Вилењацима, укључујући Галадријелу и Турина Турамбара. Након што су Тингола убили Патуљци, Мелијана је отишла да живи у дворима Вале Мандоса у Валинору и њена заштита је нестала, те је Доријат пао пред непријатељима.

### Аријенаи Тилион
Аријена и Тилион су били Мајари задужени да кормиларе Сунцем и Месецом. Њих двоје су били везани за дрвеће Телперион и Лаурелин, који су првобитно давали светлост Земљи. Након њиховог уништења изабрани су да воде нове светиљке које су начинили Валари. Аријена је била дух ватре, те је одабрана да води Сунце. Била је моћнија од Тилиона, који је пре свог задатка волео да лови са Валом Оромеом и обожавао је сребро. Тилион је волео Аријену и понекад јој се приближавао искачући из своје путање, те су се Сунце и Месец могли видети истовремено на небу. Мрачни господар Моргот је послао своје демоне да нападну Тилиона, али он је однео победу.

### Торондор
Торондор је био орао Вале Манвеа, врховног господара Арде. Након одласка Вилењака у Средњу земљу, послат је да мотри над њима. Био је вођа свих других орлова. Након изградње тајног града Гондолина, највише је њега штитио. Спасао је два Вилењака од Моргота, Маедроса и Финголфина, а такође је помогао Брену и Лутијени при бекству из Ангбанда. Торондор је предводио орлове у рату Валара против Моргота. Један од његових потомака био је Гваихир, који је помагао у биткама против Саурона у Рату за Прстен.

### Саурон
Саурон или Горатур Сурови у почетку је био Маја одан Вали Аулеу, али је убрзо прешао на страну Мелкора, касније Мрачног господара Моргота. Саурон је био његов највернији слуга и починио је многе злочине под његовом влашћу. Након пада Моргота, Саурон је наставио да обитава у Средњој земљи где је живео у Мордору, али су га убрзо заробили Људи са острва Нуменор. Саурон је довео до пада Нуменора тако што је наговорио његовог краља Ар-Фаразона да нападне Валаре. Они су призвали Илуватара који је потопио острво и готово све људе на њему. Саурон се вратио у Средњу земљу где је наставио да ратује против Вилењака и Људи. Сковао је Јединствени Прстен како би могао да управља свим осталим Прстеновима Моћи, али је по његовом уништењу изгубио сву своју моћ и нестао у облику сенке.

### Истари
Истари су били петорица Мајара које су Валари послали у Средњу земљу током Трећег раздобља да се боре против Саурона. У Средњој земљи су сматрани чаробњацима.

#### Саруман
Курумо је био први Истар који је стигао у Средњу земљу. Носио је белу одору и изгледао је најотменије, те су га сматрали вођом Истара. Људи су му дали име Саруман, а Вилењаци Курунир. Обитавао је у Изенгарду. Био је вођа Белог савета, али убрзо је постао издајник јер је желео да пронађе Сауронов Јединствени Прстен и присвоји његове моћи. Током Рата за Прстен помагао је Саурону, а после његовог нестанка лутао је Средњом земљом док га није убио његов слуга Црвјезик. Васкрсавши, Курумо је отишао у Ангмар и завладао тамо.(погледати чланак "Саруман").

#### Плави чаробњаци
Њихова имена била су Алатар и Паландо, а отишли су на исток и југ Средње земље и њихова судбина није сигурна. Могуће је да их је Курумо завео да му се придруже, али извесно је да нису испунили свој задатак борбе преотив Саурона.

#### Аивендил
Заједно са Курумом дошао је у Средњу земљу, где је добио надимак Радагаст Мрки. Постао је пријатељ свих птица и звари, али његов удео у борби против Саурона био је мали. Најзначајнији подухват био му је слање орла Гваихира да спасе Гандалфа са куле Ортанк. Такође је помагао Саруману око претраживања реке Андуин, не знајући ништа о његовим плановима да пронађе Прстен.

#### Олорин
Олорин је био последњи Истар који је стигао у Средњу земљу, где је назван Гандалф и Митрандир. Он је био једини Истар који се до краја борио против Саурона и одиграо је кључну улогу у његовом паду. Након тога се вратио у Валинор.

### Балрози
Балрози су се у Валинору звали Валараукари, али их је Моргот придобио на своју страну. Они су били демони ватре и страха. Њихов вођа, Готмог, убио је два Вилењачка краља, Фингона и Феанора и јунака Људи Туора. Био је заповедник Морготове војске, а убио га је Вилењак Ехтелион. Приликом рата Валара и Моргота већина Балрога је убијена, али су неки побегли у планине. Један од њих је убио краља Патуљака Дурина Бесмртног и дуго се крио у Морији док га није убио Истар Олорин (Гандалф).